# Sonderdilching
Sonderdilching ist ein Gemeindeteil der Gemeinde Weyarn im oberbayerischen Landkreis Miesbach.

## Geographie
Das Kirchdorf Sonderdilching liegt nördlich des Hauptortes Weyarn. Südöstlich des Ortes verläuft die Kreisstraße MB20, westlich fließt die Mangfall.

## Baudenkmäler
In der Liste der Baudenkmäler in Weyarn sind für Sonderdilching vier Baudenkmäler aufgeführt, darunter
- die katholische Filialkirche St. Michael, ein im Kern aus dem 14. Jahrhundert stammender und 1494 erweiterter gotischer Saalbau mit eingezogenem Chor und barockem Dachreiter.